# Ahualulco
Ahualulco là một đô thị thuộc bang San Luis Potosí, México. Năm 2005, dân số của đô thị này là 17428 người.